# National League (engelsk fodbold)
 For alternative betydninger, se National League. (Se også artikler, som begynder med National League)
National League (tidligere Conference National) er den højstrangerende division i den engelske fodboldliga National League. Divisionen befinder sig på niveau 5 i det engelske ligasystem og er dermed den højst rangerende division i The FA's National League System. Divisionen består af 24 hold, der hver sæson spiller om to oprykningspladser til Football League Two, og om at undgå fire nedrykningspladser til National League North eller National League South.

## Opbygning
Ligaen består af tre divisioner, hvoraf den højst rangerende er National League med 24 hold, der er den lavest rangerende landsdækkende division i det engelske ligasystem, hvor den befinder sig på niveau 5. De 24 hold i divisionen spiller hver sæson om to oprykningspladser til Football League Two, mens fire hold rykker ned. Divisionerne Conference North og Conference South, der hver består af 24 hold inddelt efter deres geografiske placering, udgør niveau 6 i ligasystemet. I hver af divisionerne spiller holdene om to oprykningspladser til Conference National, mens der fra hver division rykker fire hold ned til niveau 7 i det engelske ligasystem.
De fleste af holdene i Conference National er fuldtidsprofessionelle, mens de fleste hold i Conference North og South er deltidsprofessionelle.

## Klubber i National League 2024-25-sæsonen
| Klub                 | Sidste sæsons placering                            | Lokation           | Stadion                         | Kapacitet |
| -------------------- | -------------------------------------------------- | ------------------ | ------------------------------- | --------- |
| AFC Fylde            | 18.                                                | Medlar-with-Wesham | Mill Farm                       | 6,000     |
| Aldershot Town       | 8.                                                 | Aldershot          | Recreation Ground               | 7,200     |
| Altrincham           | 4.                                                 | Altrincham         | Moss Lane                       | 7,700     |
| Barnet               | 2.                                                 | London (Edgware)   | The Hive Stadium                | 6,418     |
| Boston United        | 6. i National League North (oprykket via play-off) | Boston             | Boston Community Stadium        | 5,000     |
| Braintree Town       | 5. i National League South (oprykket via play-off) | Braintree          | Cressing Road                   | 4,085     |
| Dagenham & Redbridge | 15.                                                | London (Dagenham)  | Victoria Road                   | 6,078     |
| Eastleigh            | 13.                                                | Eastleigh          | Ten Acres                       | 5,250     |
| Ebbsfleet United     | 18.                                                | Northfleet         | Stonebridge Road                | 4,800     |
| FC Halifax Town      | 7.                                                 | Halifax            | The Shay                        | 10,400    |
| Forest Green Rovers  | 24. som nedrykker fra League Two                   | Nailsworth         | The Bolt New Lawn               | 5,147     |
| Gateshead            | 6.                                                 | Gateshead          | Gateshead International Stadium | 11,800    |
| Hartlepool United    | 12.                                                | Hartlepool         | Victoria Park                   | 7,856     |
| Maidenhead United    | 14.                                                | Maidenhead         | York Road                       | 4,000     |
| Oldham Athletic      | 10.                                                | Oldham             | Boundary Park                   | 13,513    |
| Rochdale             | 11.                                                | Rochdale           | Spotland                        | 10,249    |
| Solihull Moors       | 5.                                                 | Solihull           | Damson Park                     | 5,500     |
| Southend United      | 9.                                                 | Southend-on-Sea    | Roots Hall                      | 12,392    |
| Sutton United        | 23. som nedrykker fra League Two                   | London (Sutton)    | VBS Community Stadium           | 5,013     |
| Tamworth             | 1. i National League North (oprykket)              | Tamworth           | The Lamb Ground                 | 4,565     |
| Wealdstone           | 16.                                                | London (Ruislip)   | Grosvenor Vale                  | 4,085     |
| Woking               | 17.                                                | Woking             | Kingfield Stadium               | 6,036     |
| Yeovil Town          | 1. i National League South (oprykket)              | Yeovil             | Huish Park                      | 9,566     |
| York City            | 20.                                                | York               | York Community Stadium          | 8,500     |

## Tidligere vindere
| Sæson     | Vinder                     | Playoff Winner      |
| --------- | -------------------------- | ------------------- |
| 1979–80   | Altrincham1                |                     |
| 1980–81   | Altrincham1 (2)            |                     |
| 1981–82   | Runcorn1                   |                     |
| 1982–83   | Enfield1                   |                     |
| 1983–84   | Maidstone United1          |                     |
| 1984–85   | Wealdstone1                |                     |
| 1985–86   | Enfield1 (2)               |                     |
| 1986–87   | Scarborough                |                     |
| 1987–88   | Lincoln City               |                     |
| 1988–89   | Maidstone United (2)       |                     |
| 1989–90   | Darlington                 |                     |
| 1990–91   | Barnet                     |                     |
| 1991–92   | Colchester United          |                     |
| 1992–93   | Wycombe Wanderers          |                     |
| 1993–94   | Kidderminster Harriers2    |                     |
| 1994–95   | Macclesfield Town2         |                     |
| 1995–96   | Stevenage Borough2         |                     |
| 1996–97   | Macclesfield Town (2)      |                     |
| 1997–98   | Halifax Town               |                     |
| 1998–99   | Cheltenham Town            |                     |
| 1999–2000 | Kidderminster Harriers (2) |                     |
| 2000–01   | Rushden & Diamonds         |                     |
| 2001–02   | Boston United3             |                     |
| 2002–03   | Yeovil Town                | Doncaster Rovers    |
| 2003–04   | Chester City               | Shrewsbury Town     |
| 2004–05   | Barnet (2)                 | Carlisle United     |
| 2005–06   | Accrington Stanley         | Hereford United     |
| 2006–07   | Dagenham & Redbridge       | Morecambe           |
| 2007–08   | Aldershot Town             | Exeter City         |
| 2008–09   | Burton Albion              | Torquay United      |
| 2009–10   | Stevenage Borough (2)      | Oxford United       |
| 2010–11   | Crawley Town               | AFC Wimbledon       |
| 2011–12   | Fleetwood Town             | York City           |
| 2012–13   | Mansfield Town             | Newport County      |
| 2013–14   | Luton Town                 | Cambridge United    |
| 2014–15   | Barnet (3)                 | Bristol Rovers      |
| 2015–16   | Cheltenham Town (2)        | Grimsby Town        |
| 2016–17   | Lincoln City (2)           | Forest Green Rovers |
| 2017–18   | Macclesfield Town (3)      | Tranmere Rovers     |
| 2018–19   | Leyton Orient              | Salford City        |
| 2019–204  | Barrow                     | Harrogate Town      |
| 2020–21   | Sutton United              | Hartlepool United   |
| 2021–22   | Stockport County           | Grimsby Town        |
| 2022–23   | Wrexham                    | Notts County        |
| 2023–24   | Chesterfield               | Bromley             |